# Абатство Форе
Абатство Форе (на френски: Abbaye de Forest) е историческо бенедиктинско абатство, във Форе (на френски: Forest) – селище в Централна Белгия, една от 19-те общини, съставляващи Столичен регион Брюксел. Абатството е основано през 1105 г. на брега на потока Geleytsbeek, приток на река Сена, южно от Брюксел. В продължение на столетия абатството функционира като женски манастир на Бенедиктинския орден, до 1796 г. когато собствеността на абатството е конфискувана по време на Френската революция и се продава на търг през следващата година. Сградите, които оцелели до наши дни образуват културен център за семинари, банкети и изложби, принадлежащи на общината Форе. Абатството е класифицирано като исторически паметник през 1994 г.

## История
Абатство Форе е основано през 1105 г. върху земя, дарена от Gislebert d’Alost, абат на абатство Афлигем и още от основаването си е женски манастир. До 1238 г. общността остава под ръководството на абатство Афлигем. През 1239 г. манастира става абатство избрана е първата абатиса – Петронила, дъщеря на владетеля на Гент. С течение на времето манастирът увеличава своето влияние и богатство. Край него се разраства и селището Форе. През 13 век всички манастирски сгради са завършени: манастирски комплекс, библиотека, трапезария, лазарет, ризница, склад, странноприемница. През 14 век е построена новата абатска църква, завършена през 1447 г.
През 1489 – 1490 г. абатството търпи сериозни щети по време на въоръжения конфликт между френския крал Шарл VIII, и императора на Свещената Римска империя Максимилиан I. Още по-ожесточени са религиозните войни през 16 век. През 1566 г. монахините временно търсят убежище в Брюксел. Абатството е опожарено през 1582 г. След завръщането на монахините, през 1589 г. започват възстановителни работи. Сто години по-късно, през 1684-1689 г., по време на царуването на Луи XIV, районът е опустошен от френски войски, което довежда до нов упадък и общо обедняване.
През 1764 г. случаен пожар унищожава част от манастирските сгради. Това е възможност на тогавашната абатиса Marie-Josephe Bousies да започне работа по изграждане на абатството по нов план, който е възложен на архитекта Laurent Benoît Dewez. Изграждането на абатството започва наново през 1764 г. в неокласически стил, като се запазват готическата абатска църква и част от монашеските помещения. Абатството избягва мерките предприети от император Йозеф II през 1780 г., насочени към фискална консолидация, намаляване на теглото на десятъка, и закриване в империята на така наречените „безполезни“ манастири, тъй като към абатството има девическо училище. През юли 1794 г. страхувайки се от пристигането на френските революционни войски, монахините бягат в Германия, заедно с част от абатските архиви, реликви и мощехранителницата на Света Алена.
През 1796 г., собствеността на манастира е конфискувана и впоследствие продадена на търг през 1797 г. Започва разрушаване и демонтаж на част от манастирските сгради за строителни материали. Към 1810 г. повечето от сградите на манастира са разрушени, с изключение на новопостроените от архитект Dewez. През 1810 г. част от монахините от абатството се завръщат от Германия и се установяват в Брюксел, където последната от тях умира през 1837 г. Мощите на Света Алена са върнати и положени в енорийска църква Saint-Denis във Форе през 1823 г.
Това, което остава от манастирските сгради (наречени „замък“ и „приорат“), вкл. портала и някои стопански постройки, се придобиват от общината Форе през 1964 г. През 1968 г. започва пълно възстановяване на манастирския комплекс, който се превръща в действащ културен център, в който се организират изложби, семинари, банкети и различни събития.

## Абатска бира Абеи дьо Форе
Едноименната абатска бира се произвежда от белгийската пивоварна Brasserie de Silly, в Сили в Югозападна Белгия, окръг Соани на провинция Ено. Бирата е в стил белгийски блонд ейл, с алкохолно съдържание 6,5 % об. Върху етикета на бирата е изобразена монахиня-бенедиктинка.